# Heinrich Hamm (Bildhauer)

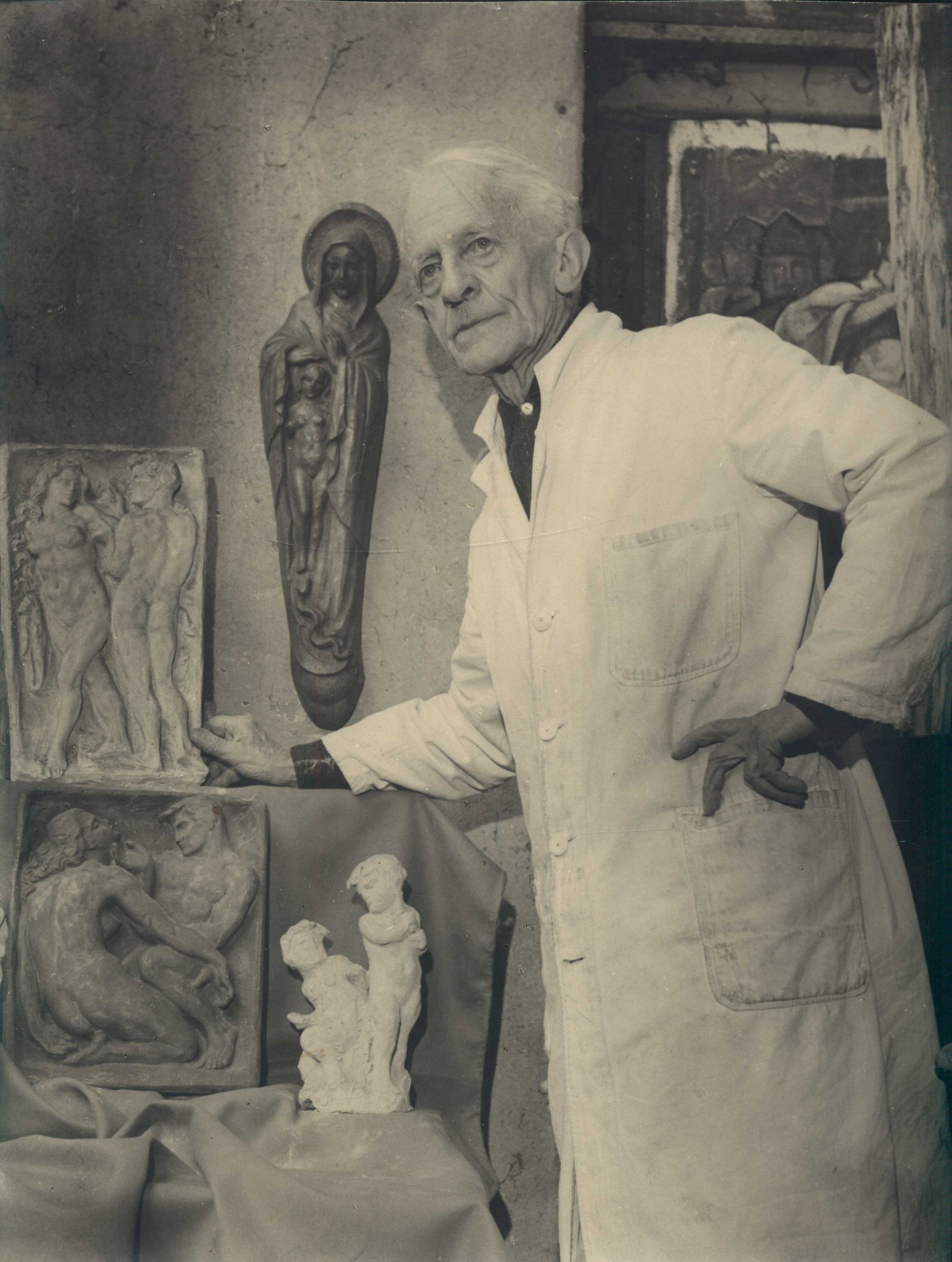
Heinrich Hamm 1963

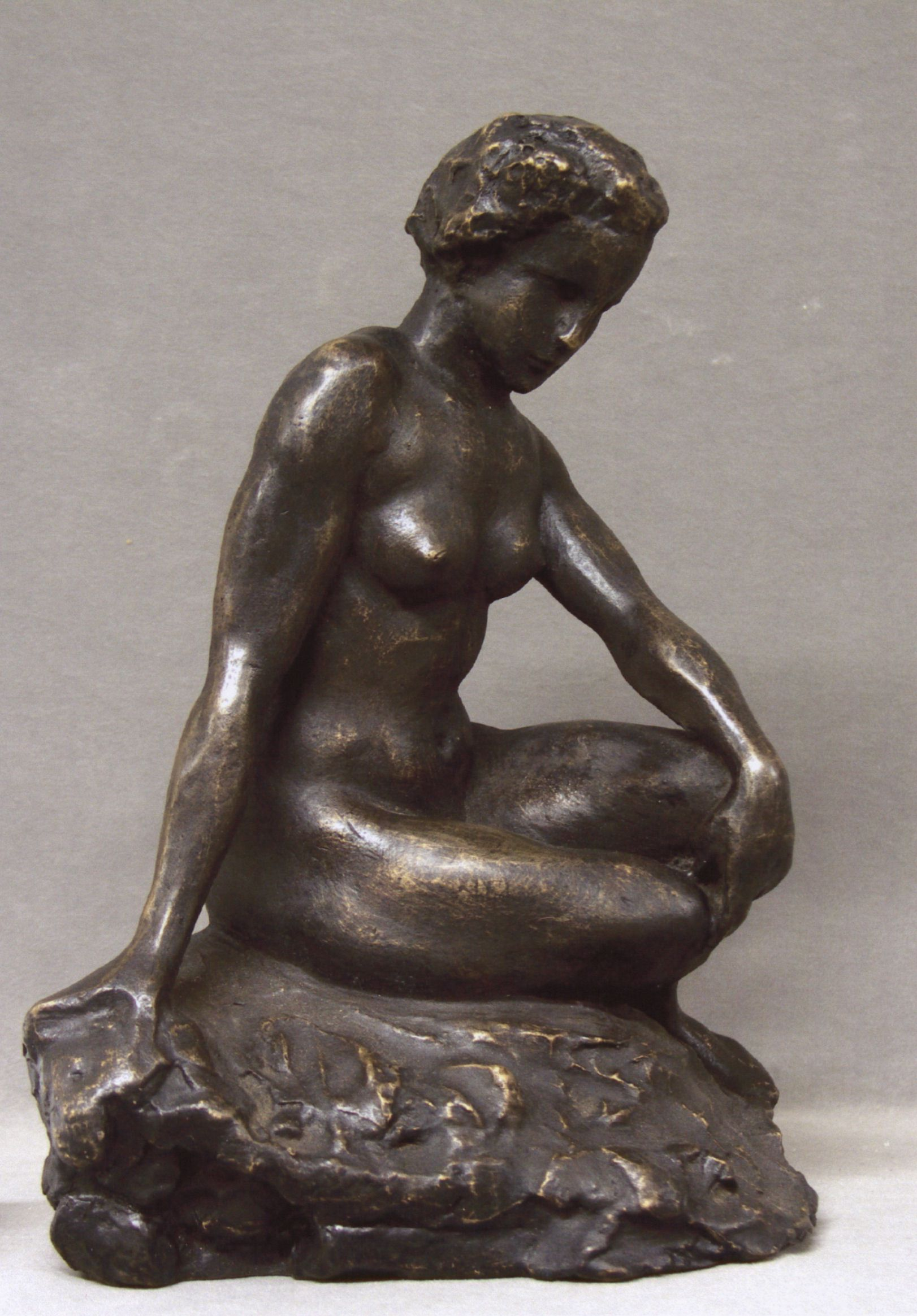
Bronze Sitzender Akt im Stadtmuseum Simeonstift Trier

Heinrich Hamm (* 3. Mai 1889 in Goch; † 24. August 1968 in Trier) war ein deutscher Bildhauer.

## Leben
Heinrich Hamm war Sohn des deutschen Bühnenbildners Johann Baptiste Hamm. Er war Schüler der Kunstgewerbeschulen in Trier, Köln und der Düsseldorf.
Nach dem Wehrdienst folgten praktische Jahre bei Georg Grasegger in Köln sowie in Düsseldorfer Ateliers. Ab 1921 war er Assistent von August van der Velde (1870–1958) an der Kunstgewerbeschule Trier, wo er von 1926 bis 1938 hauptamtlich Dozent war. Heinrich Hamm war Mitglied der Gesellschaft Bildender Künstler und Kunstfreunde.

## Werke
Heinrich Hamm war ein Jugendstil-Bildhauer. Seine späteren Werke sollen ihn aber zum „deutschen Maillol“ gemacht haben.
Vor allem für den öffentlichen Raum in Trier schuf er eine große Zahl von Kunstwerken, darunter die Moselplastiken, die von der Stadt Trier 1928 in Auftrag gegeben wurden und 1930 an der Mosel aufgestellt wurden. Werke im öffentlichen Raum waren außerdem noch Sgraffiti am Landgericht und Wasserbauamt und ein Porträt Konstantins am Portal des Rheinischen Landesmuseums Trier. Er restaurierte das Kurfürstliche Palais in Trier, den Kornmarktbrunnen und die Kirche St. Irminen. Ferner schuf er den Risalit an der Kirche St. Irminen und die Plastiken in der Steipe.
Ein hölzernes Kruzifix ist heute im Besitz des Kultusministeriums von Rheinland-Pfalz. Darüber hinaus schuf Hamm einen monumentalen in Stein gehauenen Karl den Großen für die Abtei Prüm. Die Stadt Mehring gab den Auftrag für ein Kriegerdenkmal, für die Stadt Limburg schuf er einen St. Georg. Die Kirche St.-Helena in Trier-Euren besitzt eine in Stein gehauene Heilige Helena von Heinrich Hamm.
An die 300 Skulpturen und Möbel mit Jugendstil-Schnitzereien von Heinrich Hamm befinden sich in Privatbesitz. Das Germanische Nationalmuseum Nürnberg pflegt das Andenken an Hamm in seinem Archiv für Bildende Kunst. Auch hat das Rheinische Archiv für Künstlernachlässe 2009 ihn als Künstler aufgenommen. Das Stadtmuseum Simeonstift Trier zeigt die Bronze-Skulptur Sitzender Akt von Heinrich Hamm in seiner ständigen Ausstellung.